# Если падают звёзды…
«Если падают звёзды…» — советский рисованный мультипликационный фильм, снятый в 1978 году режиссёром Аллой Грачёвой по сказке Сергея Козлова «Как Ёжик с Медвежонком протирали звёзды».

## Сюжет
Жили-были на свете Ёжик и Медвежонок. По вечерам они протирали звёзды от пыли и старались не зацеплять их, чтобы те не упали. Но иногда звёзды все-таки падали. И все в лесу знали, что если звезда упала, то это её нечаянно уронил Медвежонок.

## Съёмочная группа
| автор сценария            | Сергей Козлов                             |
| режиссёр-постановщик      | Алла Грачёва                              |
| художник-постановщик      | Ирина Смирнова                            |
| композитор                | Б. Янивский                               |
| оператор                  | Александр Мухин                           |
| звукооператор             | Игорь Погон                               |
| текст читает              | Алла Казанская                            |
| художники-мультипликаторы | И. Бородавко, Адольф Педан                |
| художники                 | Наталия Горбунова, И. Дивишек, И. Соболев |
| ассистенты                | О. Малова, И. Сергеева                    |
| монтаж                    | С. Васильевой                             |
| редактор                  | Светлана Куценко                          |
| директор картины          | Иван Мазепа                               |